# Becerril
Becerril là một khu tự quản thuộc tỉnh Cesar, Colombia. Thủ phủ của khu tự quản Becerril đóng tại Becerril Khu tự quản Becerril có diện tích 1144 ki lô mét vuông. Đến thời điểm ngày 28 tháng 5 năm 2005, khu tự quản Becerril có dân số 13135 người.